# 회오리 바람 (영화)
"회오리 바람"은 2009년에 개봉한 대한민국의 영화이다.

## 캐스팅
- 서준영 : 김태훈 역
- 이민지 : 박미정 역
- 권혁풍 : 태훈 부 역
- 한나 : 태훈 모 역
- 최효상 : 미정 부 역
- 최현숙 : 미정 모 역
- 박문아 : 박미영 역
- 박정순 : 중국집 사장 역
- 정호구 : 중국집 사모 역
- 유병선 : 동호 역
- 배상돈 : 박영남 역
- 정대용 : 사고 당하는 남 역
- 정영헌 : 이상철 역
- 박송열 : PC방 알바 역
- 원윤경 : 손지선 역
- 류사 : 중국집 손님 역
- 심휘 : 엘리베이터녀 역
- 이순호 : 1004호 남자 역
- 임정하 : 아파트 경비원 역
- 김승후 : 사고현장 행인들 역
- 오창민 : 사고현장 행인들 역
- 이진영 : 사고현장 행인들 역
- 양정훈 : 사고현장 행인들 역
- 강성봉 : 사고현장 행인들 역
- 민마루 : 사고현장 행인들 역
- 노마 : 병원 환자 역
- 류사 : 병원 환자 역
- 김탁 : 병원 환자 역
- 김윤희 : 보호사 역
- 김선영 : 간호사 역
- 박미령 : 악세서리숍 여점원 역
- 박지완 : 악세서리숍 여점원 역
- 신철규 : 목욕탕 사내들 역
- 김솔 : 목욕탕 사내들 역
- 이승현 : 목욕탕 사내들 역
- 도유승 : 목욕탕 사내들 역
- 백외준 : 교무실 선생 역
- 지형주 : 교무실 선생 역
- 김한나 : 미정 친구들 역
- 허보람 : 미정 친구들 역
- 김서희 : 미정 친구들 역
- 김호 : 입시학원생 역
- 김평원 : 입시학원생 역
- 이성준 : 입시학원생 역
- 송건호 : 입시학원생 역
- 심다솔 : 입시학원생 역
- 심태근 : 입시학원생 역
- 전수빈 : 입시학원생 역
- 전현우 : 입시학원생 역
- 조용선 : 입시학원생 역
- 조현성 : 입시학원생 역
- 천동혁 : 입시학원생 역
- 채진형 : 입시학원생 역
- 최현성 : 입시학원생 역
- 하현수 : 입시학원생 역
- 한태석 : 입시학원생 역
- 황서진 : 입시학원생 역
- 장현순 : 패스트푸드점 손님 역
- 이수종 : 패스트푸드점 손님 역
- 강인혜 : 버스정류장 학생들 역
- 이유비 : 버스정류장 학생들 역
- 이한나 : 버스정류장 학생들 역
- 안석범 : 버스정류장 학생들 역
- 김승현 : 체대입시 강사 역
- 김건 : 체대입시생 역
- 김동혁 : 체대입시생 역
- 김민주 : 체대입시생 역
- 김성수 : 체대입시생 역
- 김영진 : 체대입시생 역
- 김익환 : 체대입시생 역
- 김택성 : 체대입시생 역
- 김현수 : 체대입시생 역
- 민정식 : 체대입시생 역
- 백성수 : 체대입시생 역
- 백승진 : 체대입시생 역
- 신동주 : 체대입시생 역
- 심병철 : 체대입시생 역
- 윤진웅 : 체대입시생 역
- 이승훈 : 체대입시생 역
- 이찬영 : 체대입시생 역
- 이현래 : 체대입시생 역
- 장재연 : 체대입시생 역
- 정보람 : 체대입시생 역
- 천동회 : 체대입시생 역
- 임희라 : 주유소 직원 역
- 박라영 : 목소리 출연 역
- 성수진 : 목소리 출연 역

## 수상
- 제35회 서울독립영화제 독립스타상 - (서준영)